# World Team Cup 2006
De ARAG World Team Cup 2006  werd gehouden van 22 tot en met 28 mei 2006 in het Duitse Düsseldorf. Het was de negenentwintigste editie van het tennistoernooi tussen landen. Dit toernooi bestaat uit twee singlepartijen en één dubbelpartij.
Het Kroatische team won voor de tweede keer de World Team Cup.

## Groepsfase

### Rode Groep

#### Eindstand
| Pos. | Land             | W | V | Wedstr. | Sets  |
| ---- | ---------------- | - | - | ------- | ----- |
| 1.   | Kroatië          | 3 | 0 | 7-2     | 14-8  |
| 2.   | Chili            | 2 | 1 | 5-4     | 11-10 |
| 3.   | Spanje           | 1 | 2 | 3-6     | 9-12  |
| 4.   | Verenigde Staten | 0 | 3 | 3-6     | 7-11  |

#### Wedstrijden
| Chili                             | - | Spanje                            | 3 - 0                |
| --------------------------------- | - | --------------------------------- | -------------------- |
| Nicolás Massú                     | - | Fernando Verdasco                 | 6-3, 4-6, 6-4        |
| Fernando González                 | - | David Ferrer                      | 7-5, 6-7(6), 6-3     |
| Paul Capdeville Adrián García     | - | Feliciano López Fernando Verdasco | 6-3, 6-2             |
| Kroatië                           | - | Verenigde Staten                  | 2 - 1                |
| Ivan Ljubičić                     | - | James Blake                       | 5-7, 6-3, 7-6(4)     |
| Mario Ančić                       | - | Robby Ginepri                     | 4-6, 6-7(1)          |
| Ivo Karlović Ivan Ljubičić        | - | Bob Bryan Mike Bryan              | 6-3, 7-6(5)          |
| Chili                             | - | Verenigde Staten                  | 2 - 1                |
| Nicolás Massú                     | - | Andy Roddick                      | 4-2, opgave Roddick  |
| Paul Capdeville                   | - | Robby Ginepri                     | 6-4, 6-4             |
| Fernando González Nicolás Massú   | - | Bob Bryan Mike Bryan              | 4-6, 5-7             |
| Kroatië                           | - | Spanje                            | 2 - 1                |
| Ivan Ljubičić                     | - | David Ferrer                      | 2-6, 2-6             |
| Mario Ančić                       | - | Feliciano López                   | 7-5, 4-6, 6-4        |
| Ivo Karlović Ivan Ljubičić        | - | Feliciano López Fernando Verdasco | 6-3, 7-6(4)          |
| Chili                             | - | Kroatië                           | 0 - 3                |
| Nicolás Massú                     | - | Ivan Ljubičić                     | 5-7, 7-6(4), 4-6     |
| Fernando González                 | - | Mario Ančić                       | 3-6, 2-6             |
| Paul Capdeville Adrián García     | - | Mario Ančić Ivo Karlović          | 5-7, 6-4, [15-17]    |
| Spanje                            | - | Verenigde Staten                  | 2 - 1                |
| Fernando Verdasco                 | - | Bob Bryan                         | 6-3, 2-6, 6-1        |
| David Ferrer                      | - | Robbie Ginepri                    | 6-3, 6-3             |
| Feliciano López Fernando Verdasco | - | Bob Bryan Mike Bryan              | 3-4, opgave Verdasco |

### Blauwe Groep

#### Eindstand
| Pos. | Land       | W | V | Wedstr. | Sets |
| ---- | ---------- | - | - | ------- | ---- |
| 1.   | Duitsland  | 3 | 0 | 6-3     | 15-8 |
| 2.   | Tsjechië   | 2 | 1 | 5-4     | 14-8 |
| 3.   | Argentinië | 1 | 2 | 4-5     | 7-12 |
| 4.   | Italië     | 0 | 3 | 3-6     | 6–14 |

#### Wedstrijden
| Duitsland                         | - | Italië                              | 2 - 1               |
| --------------------------------- | - | ----------------------------------- | ------------------- |
| Nicolas Kiefer                    | - | Filippo Volandri                    | 7-6(1), 6-3         |
| Philipp Kohlschreiber             | - | Davide Sanguinetti                  | 6-3, 3-6, 4-6       |
| Michael Kohlmann Alexander Waske  | - | Davide Sanguinetti Filippo Volandri | 6-4, 6-4            |
| Argentinië                        | - | Tsjechië                            | 1 - 2               |
| Gastón Gaudio                     | - | Robin Vik                           | 6-7(5), 3-6         |
| David Nalbandian                  | - | Tomáš Berdych                       | 4-6, 4-6            |
| José Acasuso Sebastián Prieto     | - | Tomáš Berdych Leoš Friedl           | 6-0, 2-6, [10-3]    |
| Tsjechië                          | - | Italië                              | 2 - 1               |
| Tomáš Berdych                     | - | Filippo Volandri                    | 6-1, 6-4            |
| Robin Vik                         | - | Davide Sanguinetti                  | 6-7(7), 6-2, 4-6    |
| Tomáš Berdych Leoš Friedl         | - | Davide Sanguinetti Filippo Volandri | 6-2, 6-1,           |
| Argentinië                        | - | Duitsland                           | 1 - 2               |
| José Acasuso                      | - | Alexander Waske                     | 4-6, 6-4, 7-6(1)    |
| David Nalbandian                  | - | Nicolas Kiefer                      | 2-6, 3-6            |
| David Nalbandian Sebastián Prieto | - | Michael Kohlmann Alexander Waske    | 3-6, 3-6            |
| Tsjechië                          | - | Duitsland                           | 1 - 2               |
| Robin Vik                         | - | Philipp Kohlschreiber               | 3-6, 6-3, 1-6       |
| Tomáš Berdych                     | - | Nicolas Kiefer                      | 6-7(5), 6-3, 6-3    |
| Tomáš Berdych Leoš Friedl         | - | Michael Kohlmann Alexander Waske    | 4-6, 7-6(2), [5-10] |
| Argentinië                        | - | Italië                              | 2 - 1               |
| José Acasuso                      | - | Davide Sanguinetti                  | 6-2, 6-0            |
| David Nalbandian                  | - | Filippo Volandri                    | 4-6, 5-7            |
| José Acasuso Sebastián Prieto     | - | Davide Sanguinetti Filippo Volandri | 7-6(3), 6-1         |

## Finale
| Kroatië                    | - | Duitsland                        | 2 - 1       |
| -------------------------- | - | -------------------------------- | ----------- |
| Ivo Karlović               | - | Alexander Waske                  | 7-6(5), 6-4 |
| Ivan Ljubičić              | - | Nicolas Kiefer                   | 6-4, 6-4    |
| Ivo Karlović Ivan Ljubičić | - | Michael Kohlmann Alexander Waske | 6-7(3), 3-6 |